# サン・フアン・イスアテペク爆発事故
サン・フアン・イスアテペク爆発事故は、 メキシコシティの外郭にあるメヒコ州トラルネパントラ・デ・バス市のサン・フアン・イスアテペク（San Juan Ixhuatepec）にあるペメックス社のガス貯蔵・供給施設で起きたBLEVE (沸騰液膨脹蒸気爆発) による連鎖的な爆発である。この爆発は1984年11月19日の北米中部標準時で午前5時45分 (協定世界時で11時45分) に発生した。この事故で、共同墓地に埋葬されただけで500人から600人が亡くなり、およそ5000から7000人が重度の火傷を負った。被害者の多くは身体が焼け焦げ、死者の中にはプロパンガス中毒による者も多かった。

## 概要
この事故は、半官半民のペメックス社が所有し、他の会社に供給するための液化石油ガスの貯蔵施設で起きた。この災害の原因は、午前5時半ごろに3つの異なる精製所から6区画48個の大小のタンク群のそばの貯蔵設備へガスを送る直径20cmのパイプからガスが漏れ出したことにある。要因の一つとして考えられるのは、タンクの過充填とそれに対する開放バルブの操作の欠如であり、ガスが漏出するまで10分かからなかった。
午前5時40分ごろ、この漏洩により150mの大きさの可燃性蒸気の雲が発生し、何かに引火し、大きな炎が施設の近隣の10件の家を襲い、午前5時45分には最初の区画の上空500mに直径300mの火球 (BLEVE) が出現し、他の4つの区画にあった15個のタンクの連鎖的な爆発が30分にわたり相次いで発生した。火勢は午前10時ごろまで衰えなかった。熱放射により犠牲者の遺体のほとんどが燃え尽きてしまい、回収された遺体のうち身元が確認されたものは2%だけであった。また爆発の炎はメキシコ盆地の遠く離れた場所からでも目撃された。
消防士たちの努力は火の勢いに及ばず、周辺のグスタボ・A・マデロ区やエカテペック市に応援を要請した。

## 他の見解
他の異なる見解として、この事故は石油を運搬する車両の爆発が1つ目のガスタンクに類焼した、というものがある。さらに、施設の関係者も爆発は近くの民間工場で始まったと主張している。

## この悲劇で起こったこと
作家であるカルロス・モンシバイスが著した、この事故についての記録には以下のことがらが描かれている。
- 証言によると、メキシコシティの南にあるアフスコ山など、現場から遠く離れた場所からでも、輝くような爆発の炎が見られたという。
- この爆発による震動のために、非常要員たちは火勢をほとんど抑えることができず、他の区域への誘爆を防ぎ、被害を減らすために、ガスが燃え尽きてタンクが空になるのを待つことしかできなかった。
- この事故では、隣接するほかの工場も爆発炎上する可能性があった。
- 高温の熱放射で、多くの人々が身動きがとれないうちに焼かれ、身元確認もできないほどであった。
- どこか安全な場所へ逃れようとする人たちが、近くを通る高速道路の車や、地下鉄の駅に押し寄せた。
- この事故の衝撃は、大地にも震動をもたらし、いくつかの地震計によってとらえられた。

## 事故の後
この地域は完全に破壊され、生き残ったわずかな人たちは現場から逃れた。地形の悪さも救助隊の進入に災いし、いくつかの家庭は自宅での救護活動を試みた。身元の確認ができた遺体は2%に過ぎず、多くの死者は現在は公園となっている集団墓地に埋葬された。

## 関連する事故
1984年の事故現場から1マイル離れた場所に新設された無鉛ガソリンの2つの貯蔵所が1996年11月12日に地上で爆発し、翌朝まで燃え続けた。公式発表によると2名が死亡し14名が負傷した。その12年前の事故の教訓から、警報と避難誘導が正しく機能し、被害を最小限にとどめることができた。

## 参考
- スペイン・サラゴサ大学 - Reporte de Accidente de San Juan Ixhuatepec (2007年7月18日閲覧)
- IAEMスペイン支部、2003年、APARICIO FLORIDO, José Antonio - La explosión de gases de San Juanico  (2007年7月18日閲覧)
- Monsiváis, Carlos (2001): 「サン・フアニコ、事実・解釈・伝説」（スペイン語） 、メキシコ、P123-155.